# Agostino Valier

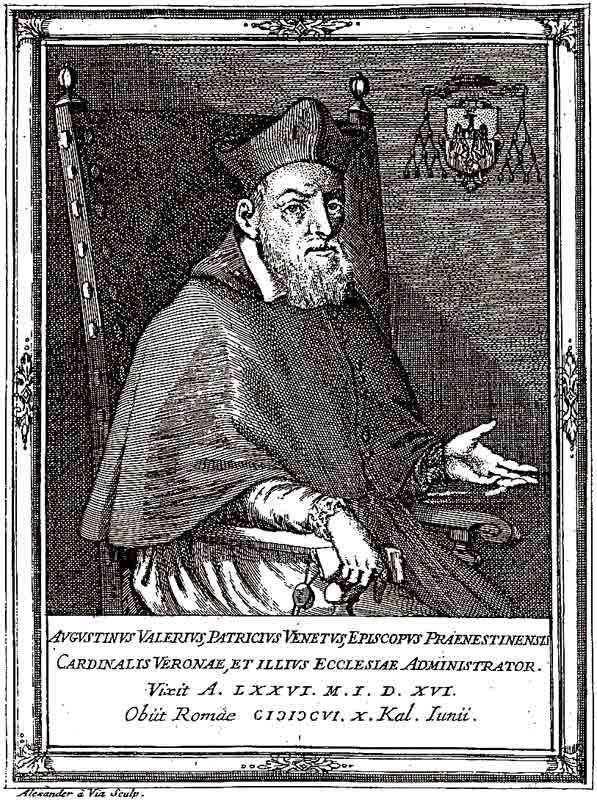
Kardinal Agostino Valier (Stich um 1700)

Agostino Valier (* 7. April 1531 in Venedig; † 23. Mai 1606 in Rom) war ein italienischer Kardinal der Römischen Kirche. Als Nachname wird auch Valerio, Valiero, Valieri, Valerius oder Velier genannt.

## Leben

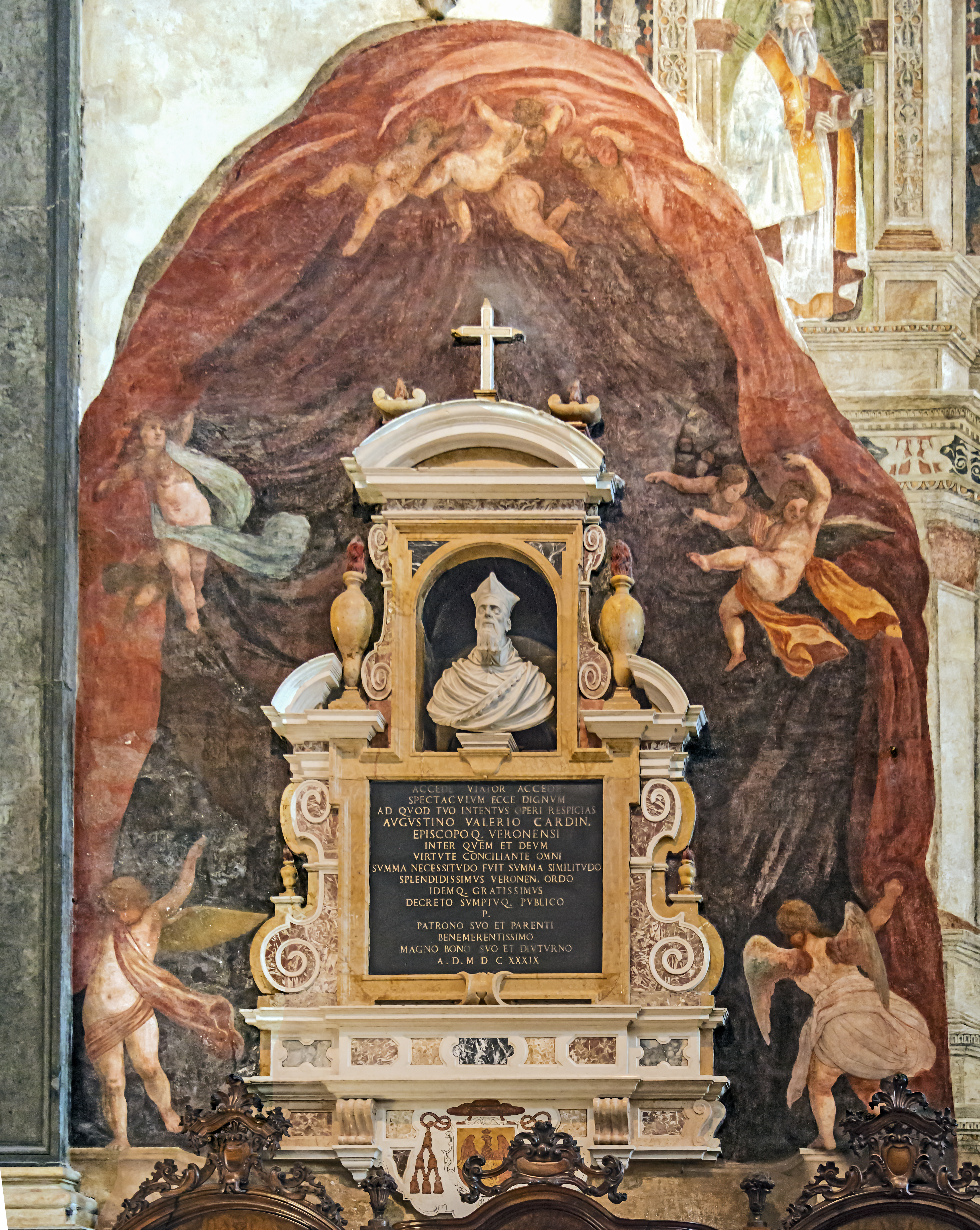
Grabmonument für den Kardinal im Dom von Verona

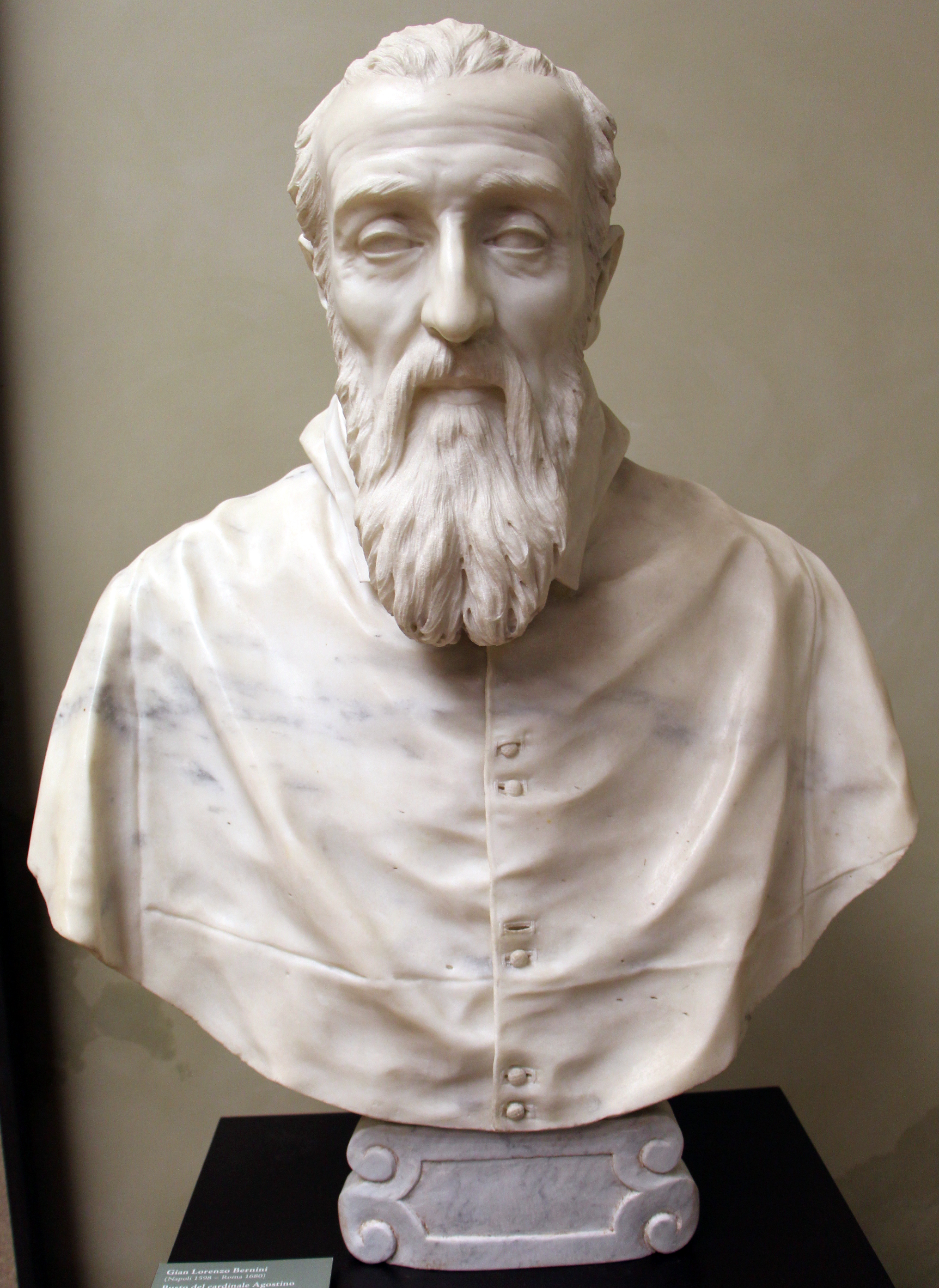
Gian Lorenzo Bernini: Büste des Kardinals Agostino Valier (17. Jh.)

Agostino Valier war das älteste von vier Kindern des Alberto Valier und dessen Ehefrau Lucia Navagero. Ein Bruder seiner Mutter war Kardinal Bernardo Navagero, sein Neffe Pietro Valier wurde 1621 ebenfalls zum Kardinal erhoben. Der Familie entstammten mit Bertuccio Valier und Silvestro Valier zwei Dogen des 17. Jahrhunderts.
Valier studierte Griechisch, Latein, die humanitas und Philosophie bei Lazzaro Bonamico; später Theologie, Rechtswissenschaften und Hebräisch an der Vatikanischen Akademie, die von Karl Borromäus begründet worden war. An der Universität Padua wurde er 1554 zum Doktor der Rechte und der Theologie promoviert. Ab 1558 lehrte er in Venedig Moralphilosophie und gehörte dem Klerus des Patriarchats von Venedig an.
Am 15. Mai 1565 wurde Agostino Valier zum Bischof von Verona ernannt. In seiner Diözese führte er Reformen gemäß den Beschlüssen des Tridentinum durch und weitete dies ab 1579 als Apostolischer Visitator auf die Diözesen Istriens, Dalmatiens, Venedig und Padua aus.
Papst Gregor XIII. ernannte ihn im Konsistorium vom 12. Dezember 1583 zum Kardinalpriester. Der rote Hut und die Titelkirche San Marco wurden ihm am 14. Januar 1585 verliehen. Agostino Valier blieb dem Konklave 1585 mit der Wahl von Papst Sixtus V. fern. Er war vom 8. Februar 1587 bis zum 14. März 1597 Präfekt der Indexkongregation. Am ersten Konklave 1590 mit der Wahl von Papst Urban VII. nahm er teil, ebenso am zweiten Konklave desselben Jahres, an dem Papst Gregor XIV. gewählt wurde. Auch beim Konklave 1591 war Agostino Valier unter den Kardinälen, die Innozenz IX. zum Papst erhoben; ferner nahm er 1592 an dem Konklave teil, aus dem Clemens VIII. als Papst hervorging. Vom 8. Januar 1596 bis 1597 war Agostino Valier Kämmerer des Heiligen Kardinalskollegiums. Er nahm an beiden Konklaven des Jahres 1605 teil, im März mit der Wahl von Leo XI. und im Mai mit der Wahl von Paul V. zum Papst. Am 1. Juni 1605 optierte Agostino Valier zur Kardinalsklasse der Kardinalbischöfe und für das suburbikarische Bistum Palestrina. Er wurde der Kongregation für das Heilige Offizium und den Index zugeteilt und zum Examinator der Bischöfe ernannt. Zur Verwaltung des Bistums Verona wurde ihm sein Neffe Alberto Valeri, Titularbischof von Famagusta, als Koadjutor mit dem Recht der Nachfolge an die Seite gestellt.
Agostino Valier starb 1606 in Rom und wurde dort zunächst in seiner Titelkirche San Marco beigesetzt. Später wurde sein Leichnam nach Verona überführt und in der dortigen Kathedrale bestattet.